# O rei Cophetua e a pedinte
O rei Cophetua e a pedinte (em inglês: King Cophetua and the Beggar Maid) é uma pintura de 1884 do artista pré-rafaelita Edward Burne-Jones com características do Medievalismo e do Esteticismo. A pintura ilustra a história de "O rei e a mendiga", que conta a lenda do príncipe Cophetua que se apaixonou à primeira vista pela pedinte Penelophon. O conto era familiar a Burne-Jones através de uma balada elizabetana publicada nas Relíquias da poesia inglesa antiga de 1765, do bispo Thomas Percy, e no poema de dezesseis linhas The Beggar Maid, de Alfred, Lord Tennyson.
Burne-Jones tentou a história pela primeira vez em uma pintura a óleo de 1861 a 1862 (agora na Tate Gallery, Londres). Ele estava elaborando uma nova composição por volta de 1874 ou 1875 e começou a pintura a sério em 1881. Ele trabalhou durante o inverno de 1883 a 1884, declarando terminado em abril de 1884. 
A composição é influenciada pela Madonna della Vittoria de Andrea Mantegna (1496-1496). Vários estudos para o trabalho final sobrevivem. Um pequeno guache (cor do corpo) de c. 1883 (agora na coleção de Andrew Lloyd Webber) mostra o rei e a mendiga muito mais próximos, e um desenho animado em grande escala em cor de corpo e giz colorido do mesmo ano (agora no Birmingham Museum and Art Gallery) apresenta uma abordagem diferente para iluminar as figuras. 
O rei Cophetua foi exibido na Galeria Grosvenor em 1884 e se tornou o maior sucesso de Burne-Jones da década de 1880 por sua execução técnica e seus temas de poder e riqueza suportados pela beleza e simplicidade. Foi anunciada como a "imagem do ano" pelo The Art Journal e "não apenas o melhor trabalho que o Sr. Burne-Jones já pintou, mas uma das melhores obras já pintadas por um inglês" pelo The Times. A pintura foi exibida na França em 1889, onde sua popularidade rendeu Burne-Jones, a Legião de Honra, e começou uma moda por seu trabalho. A esposa do artista, Georgiana Burne-Jones, sentiu que "essa imagem continha mais as próprias qualidades de Edward do que qualquer outra que ele".
A pintura foi comprada pelo conde de Wharncliffe (m. 1899) e adquirida por assinatura pública através do Burne-Jones Memorial Fund de seus executores em 1900. Está agora na Tate Britain. O desenho em grande escala foi adquirido para Birmingham em 1947. 
A pintura é referenciada no capítulo 4 de "Books do Furnish a Room", de Anthony Powell, a décima parte de "A Dance to the Music of Time", como um cenário visual para o confronto entre X Trapnel e Kenneth Widmerpool no primeiro filme. escavações bombardeadas Little Venice por volta de 1947. Pamela Widmerpool é considerada a Mendiga Empregada. 

## Estudos

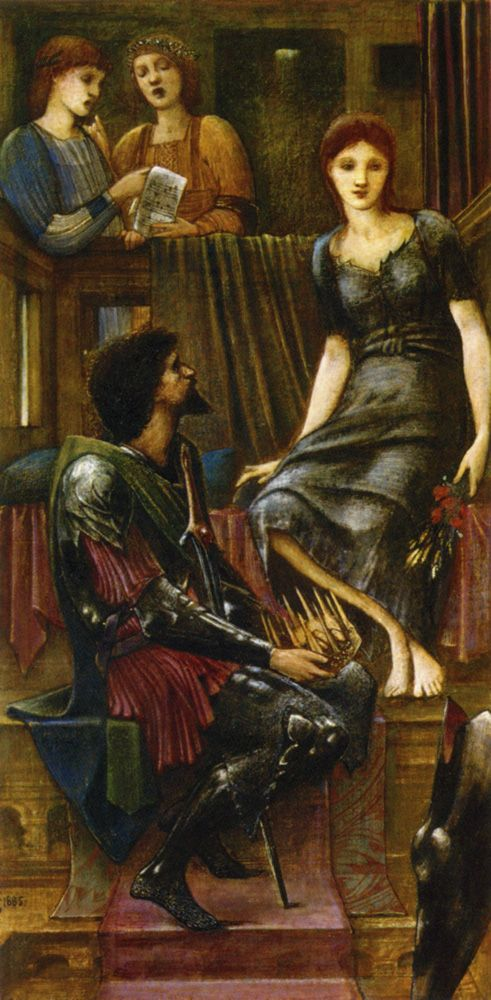
Esboço em guache, 1883 (de propriedade de Andrew Lloyd Webber)
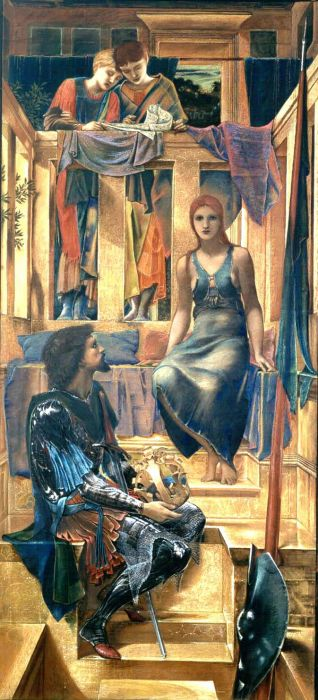
Desenho em tamanho real, 1883 (Birmingham)